# Billy Zane
William George "Billy" Zane, Jr. (24. veljače. 1966., Chicago, Illinois, SAD) je američki glumac najpoznatiji po ulozi Caledona Hockleya iz kultnog filma "Titanic (1997)".

## Rani život
Billy je rođen u Chicagu u saveznoj državi Illinois 1966. godine. Roditelji su mu bili Thalia i William George Zane.
Pravo prezime Zanea je Zanetakos jer su mu roditelji dijelom Grci. Njegova starija sestra je Lisa Zane, također glumica. Billy je maturirao u Francis W. Parker školi i pohađao kamp umjetnosti.

## Karijera

### 1980-te
Prva ozbiljna glumačka uloga bila je uloga prijatelja zloglasnog Biffa Tannena u filmu "Povratak u budućnost" 1985.
Kasnije je Zane ponovno glumio u nastavku 1989. godine. Dobio je ulogu u trileru "Dead Calm" s Nicole Kidman.

### 1990-te
Prvi puta se samostalno pojavio u nisko budžetnom filmu "Megaville" 1990. godine.1993. godine igrao je u filmu "Snajper". Prvi viosoko budžetni film bio mu je "Fantom". Svjetsku slavu stekao je filmom "Titanic" koji je osvojio 11 "Oscara" što do tada još nikome nije uspjelo. Billy je glumio pokvarenog tajkuna koji je želio oženiti djevojku Rose (Kate Winslet), ali mu to nije uspjelo zahvaljujući Jacku Dawsonu (Leonardo Di Caprio).

### 2000-te
2000. godine snimio je film "The Beliver". Billy je jako dobar pjevač pa je tako nastupio na mnogom Broadwayskim predstavama. Glumio je u mnogim filmovima, ali nikada nije stekao slavu "Titanica".

## Filmografija (najznačajnije)
| Godina | Film                   | Uloga                  |
| 1985.  | Povratak u budućnost   | Match                  |
| 1989.  | Povratak u budućnost 2 | Match                  |
| 1991.  | Megaville              | Palinov/Jensen         |
| 1993.  | Snajper                | Richard Miller         |
| 1996.  | Fantom                 | The Phantom/Kit Walker |
| 1996.  | Glava iznad vode       | Kent                   |
| 1997.  | Titanic                | Caledon Hockley        |
| 1999.  | Kleopatra              | Marko Antonije         |
| 2001.  | Zoolander              | Glumi sebe             |
| 2001.  | The Beliver            | Curtis Zampf           |
| 2005.  | Posljednja kap         | Oates                  |
| 2005.  | Memory                 | Taylor Briggs          |
| 2009.  | Don Juan               | Don Juan               |

## Vanjske poveznice
- Službena stranica
- Billy Zane u internetskoj bazi filmova IMDb-u (engl.)